# Adreian Payne
Adreian Payne (* 19. Februar 1991 in Dayton, Ohio; † 9. Mai 2022 in Orlando, Florida) war ein US-amerikanischer Basketballspieler.

## Laufbahn
Payne spielte Basketball an der Jefferson High School im US-Bundesstaat Ohio und von 2010 bis 2014 an der Michigan State University. Für Michigan State bestritt er 138 Spiele und kam auf Mittelwerte von 8,9 Punkte und 5,3 Rebounds pro Partie. Seine statistisch beste Saison war 2013/14, als er 16,4 Punkte sowie 7,3 Rebounds je Begegnung erzielte.
Beim Draftverfahren der NBA 2014 wurde Payne an 15. Stelle von den Atlanta Hawks ausgewählt. Payne bestritt in der Saison 2014/15 drei Spiele für Atlanta und 29 Partien für die Minnesota Timberwolves in der NBA. Für Minnesota erzielte er dabei 7,2 Punkte pro Spiel. Zudem kam er in der NBA-D-League zunächst für die Fort Wayne Mad Ants, dann für die Austin Spurs zum Einsatz.
Im Spieljahr 2015/16 stand er für Minnesota in 52 NBA-Spielen auf dem Feld, 2016/17 kamen 18 weitere NBA-Einsätze hinzu. Im August 2017 unterschrieb er einen Zweiwegevertrag bei der NBA-Mannschaft Orlando Magic, welcher ihm auch Einsätze in der NBA-G-League für die Lakeland Magic gestattete. Im Februar 2018 wurde Payne vom griechischen Spitzenverein Panathinaikos Athen verpflichtet. Zu Beginn des Spieljahres 2018/19 spielte er beim chinesischen Klub Nanjing Tongxi Monkey King, im Januar 2019 kehrte er zu Panathinaikos zurück, blieb aber wie in seiner ersten Athener Amtszeit Ergänzungsspieler. Noch vor dem Ende der Saison 2018/19 wechselte er zum französischen Erstligisten ASVEL Lyon-Villeurbanne. Mit ASVEL wurde er im Frühjahr 2019 französischer Meister und erhielt anschließend eine Vertragsverlängerung. Zum Titelgewinn hatte er in zwölf Einsätzen 9,9 Punkte und 4,8 Rebounds pro Spiel bei. Er spielte bis März 2020 für die Franzosen.
Ende Februar 2021 wurde er vom türkischen Verein Ormanspor verpflichtet. Er kam bis Anfang April 2021 auf fünf Ligaspiele (7,8 Punkte im Schnitt) für die Mannschaft. Nachdem er im Anschluss mehrere Monate vereinslos gewesen war, wechselte Payne Mitte Dezember 2021 zu Juventus Utena nach Litauen. Mitte Februar 2022 einigte er sich mit dem Verein auf eine Vertragsauflösung, nachdem er in acht Ligaspielen für Utena im Schnitt 8,6 Punkte erzielt hatte.

### Nationalmannschaft
Payne nahm 2013 mit der US-Auswahl an der Sommer-Universiade im russischen Kasan teil.

## Tod
Am 9. Mai 2022 wurde Payne in Orlando von dem 29 Jahre alten Lawrence Dority angeschossen. Er wurde in ein nahegelegenes Krankenhaus gebracht, wo er kurze Zeit später an den Folgen seiner Verletzungen starb.